# Hans Berger (Maler)

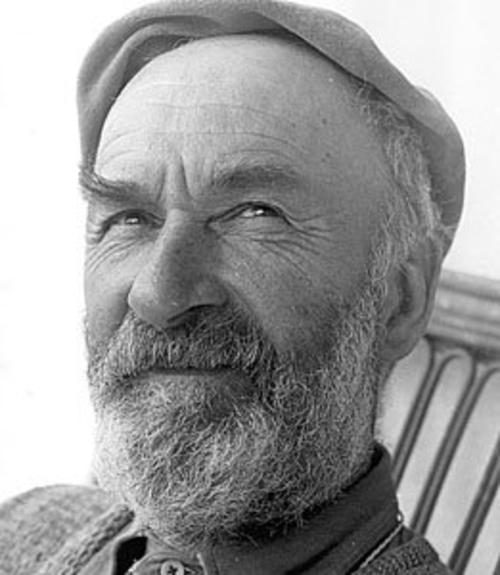
Hans Berger (1950)

Hans Berger (* 9. Juli 1882 in Biel; † 7. April 1977 in Aire-la-Ville) war ein Schweizer Maler.

## Leben

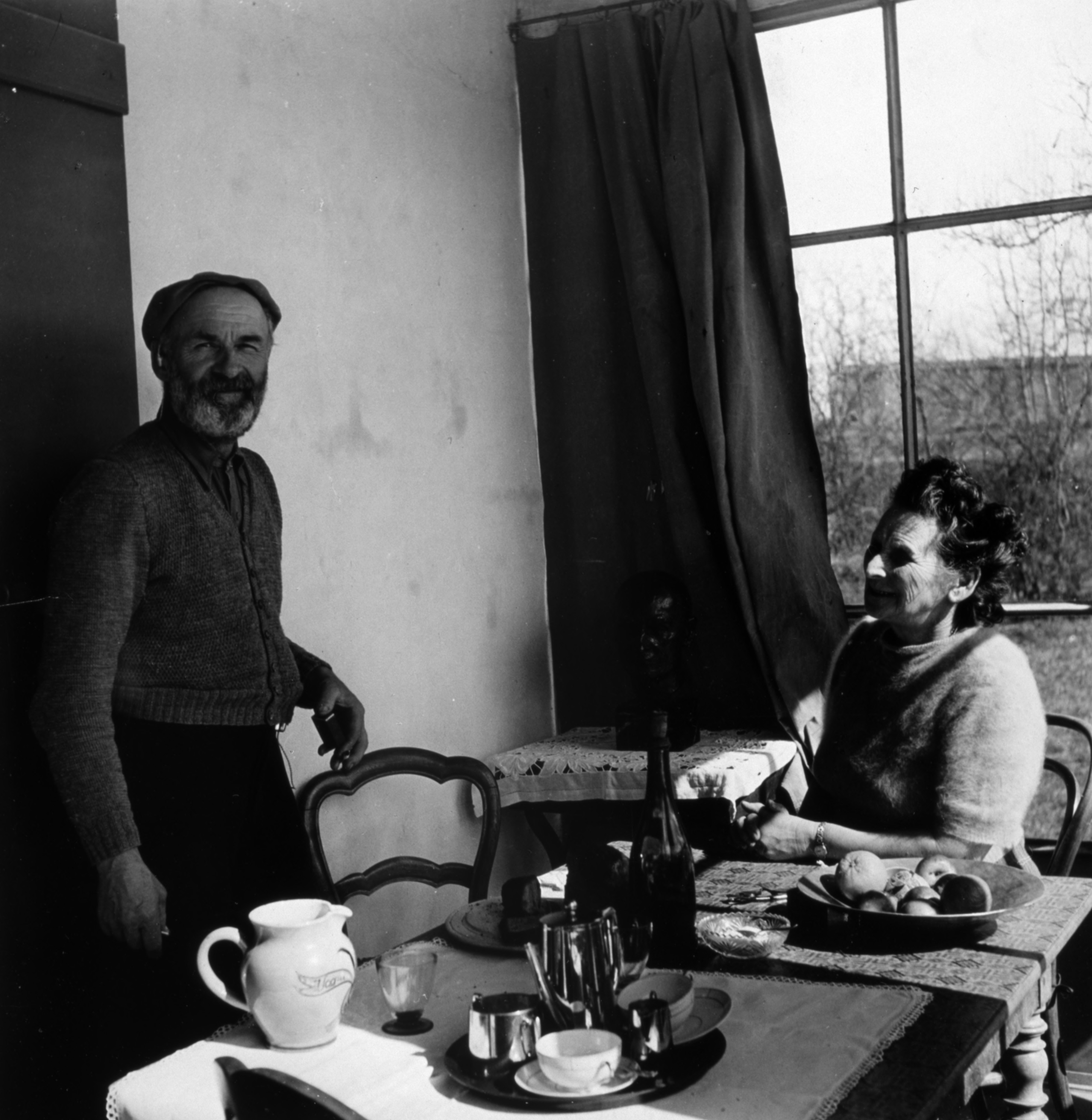
Hans Berger und Emilie Meier

Hans Berger wurde 1882 als Sohn des Uhrenarbeiters Johann Josef Berger in Biel geboren. Ab 1896 lebte er in Genf, wo er das Progymnasium besuchte, um daran anschliessend von 1898 bis 1902 eine Lehre in einem Architekturbüro und Zeichenunterricht an der École des Beaux-Arts zu beginnen. Danach zog er nach Paris, wo er Freundschaft mit Alexandre Blanchet schloss. Ab 1908 begann er mit der Malerei. Er konnte ein Jahr später den 3. Preis im Concours Diday in Genf erringen. 1910 unternahm er Reisen in Frankreich. Ein Jahr später wurde die erste Einzelausstellung mit seinen Werken im Musée Rath präsentiert. Ferdinand Hodler kaufte sein Bild Demut. 1924 verlegte er seinen Wohnsitz nach Aire-la-Ville und reiste unter anderem in die Provence und die Toskana sowie nach Griechenland, Sizilien und Spanien. Von Hans Berger fertigte Jakob Probst ein Portrait (Halbfigur) an. Hans Berger, der seit 1914 mit Emilie (geborene Meier) verheiratet war, starb 1977 in Aire-la-Ville. 

## Wirken

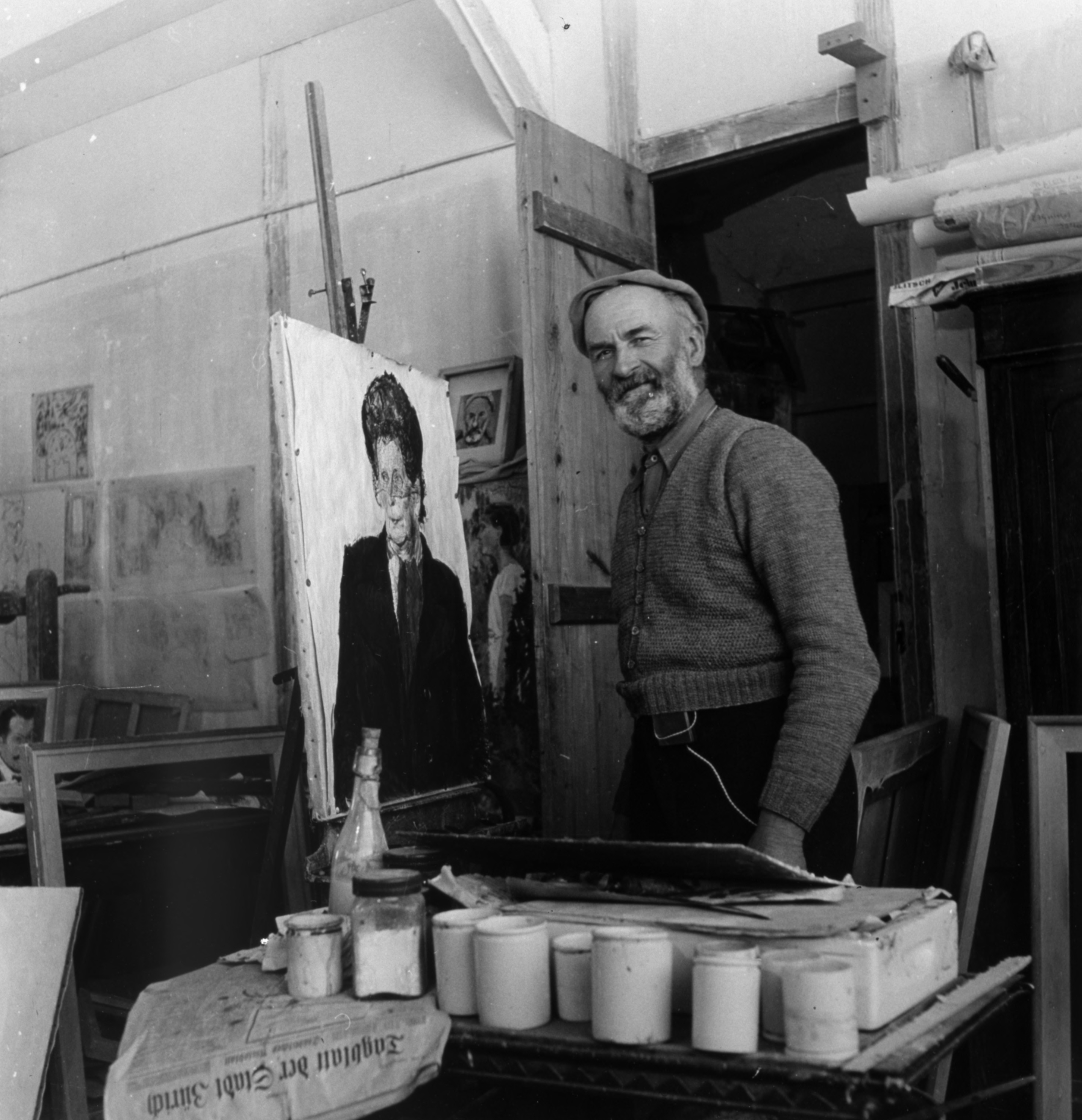
Hans Berger

In seinen Arbeiten kann man eine Unabhängigkeit von  den künstlerischen Strömungen wie  beispielsweise vom Kubismus oder vom Futurismus seiner Zeit erkennen. Sein Hauptaugenmerk richtete er auf landschaftliche Motive und auf die Reine Malerei.